# Бабино Полє
42°44′ пн. ш. 17°33′ сх. д. / 42.73° пн. ш. 17.55° сх. д.
Бабино Полє (хорв. Babino Polje) — населений пункт у Хорватії, у Дубровницько-Неретванській жупанії у складі громади Млєт.

## Населення
Населення за даними перепису 2011 року становило 270 осіб.
Динаміка чисельності населення поселення: